# Hyeny (Jaroslav Pospíšil)
Knihy Hyeny a Hyeny v akci jsou stěžejním dílem spisovatele literatury faktu Jaroslava Pospíšila. Autor se v nich soustředí na nástup a vládu totalit na Zlínsku, proměny společnosti v této době a na lidi, kteří tehdy – v dobrém i ve zlém – vynikli. 
Mapuje protinacistický i protikomunistický odboj i sítě konfidentů gestapa a StB, kterým musely oba odboje čelit (přičemž neopomíná zdůraznit, že v nejednom případě proti sobě stáli titíž lidé). V knihách je ve formě fotokopií zveřejněna celá řada dokumentů, na nichž autor založil své závěry či kterými dokumentuje situaci; další dokumenty jsou hojně citovány. 
Autor mimo jiné hojně poukazuje především na okolnost, že komunistická strana, která ovládla po válce Zlínsko, byla prolezlá bývalými konfidenty gestapa, a odkrývá zločiny, s jejichž pomocí kráčela k převzetí absolutní moci. Také silně zpochybňuje smysluplnost některých „partyzánských akcí“ skupin napojených na východní odboj a konstatuje, že řada z nich si přisvojovala neexistující úspěchy a chovala se k místnímu obyvatelstvu ve stylu banditů (což dokládá podrobným popisem a rozborem jednotlivých akcí).
V druhé knize, která je věnována Zlínsku v období komunismu, se autor soustředí na lámání protikomunistické opozice z řad armády, bývalých partyzánů, katolické církve a nekomunistických spolků a odkrývá s pomocí dokumentů a svědectví přeživších účastníků odboje několik vysoce postavených konfidentů StB včetně do té doby neznámé role Antonína Slabíka.

## Ohlasy
Obě knihy obdržely Cenu Egona Erwina Kische (1997, 2004), která je v kategorii literatury faktu udělována.
Vdova po Antonínu Slabíkovi žalovala Jaroslava Pospíšila pro pomluvu, která měla spočívat v tvrzení z knihy Hyeny v akci, že Slabík byl „agent provokatér StB, kvůli kterému byli zatýkáni a popravováni lidé“. V roce 2007 byla žaloba definitivně odmítnuta Vrchním soudem v Olomouci, neboť podle soudu „pan Pospíšil k úsudkům, ke kterým došel na základě zkoumání historických materiálů, dospěl správně. Měl k tomu dostatečné podklady, aby takové úsudky ohledně zaangažovanosti pana Slabíka v StB mohl učinit a vyslovit“.
Pozůstalí po partyzánovi Oldřichu Fischmaistrovi žalovali Jaroslava Pospíšila pro nepravdivé nařčení z podílu svého předka na smrti Jana Masaryka. Soud pravomocně rozhodl, že Jaroslav Pospíšil nepodložil své tvrzení předloženými prameny, a byl nucen zveřejnit v tisku omluvu. U soudu neuspěl ani v obdobném sporu s partyzány Oldřichem Kojeckým a Janem Hradilem. I v jejich případě soud shledal Pospíšilova tvrzení nepodložená prameny a v dalších vydáních knihy Hyeny zakázal uvádět jména obou žalujících příslušníků odboje.